# Proedromys bedfordi
Proedromys bedfordi är en däggdjursart som beskrevs av Oldfield Thomas 1911.

## Beskrivning
Denna sork förekommer i centrala Kina. Habitatet utgörs av skogar i upp till 2600 meter höga bergstrakter.
Kroppslängden (huvud och bål) är cirka 10 cm och därtill kommer en 4 cm lång svans. Pälsen har på ovansidan en brun färg och är på buken ljusbrun till vitaktig. Även svansen är uppdelat i en mörkare ovansida och en ljusare undersida. Arten skiljer sig från andra sorkar i olikartad konstruktion av skallen och tänderna.
Inget är känt om djurets ekologi.

## Status
Arten hotas av skogsavverkningar och listas av IUCN som sårbar (VU).

## Systematik
Proedromys bedfordi ingår i släktet Proedromys och familjen hamsterartade gnagare. Inga underarter finns listade. Den listades länge som enda art i släktet Proedromys men 2007 beskrevs en ny art i släktet, Proedromys liangshanensis.